# تشارلي أورورك
تشارلي أورورك (بالإنجليزية: Charlie O'Rourke)‏ هو لاعب كرة قدم أمريكية أمريكي، ولد في 10 مايو 1917 في مونتريال في كندا، وتوفي في 14 أبريل 2000 في بروكتون في الولايات المتحدة.